# 高平銀行
株式会社高平銀行（-たかひらぎんこう、1896年7月6日 設立 - 1931年8月28日 免許取消）は、かつて存在した日本の銀行である。「大正バブル」崩壊を前後として消滅した銀行である。

## 略歴・概要
1896年（明治29年）7月6日、兵庫県有馬郡高平村（現在の同県三田市下里）に設立。当初は資本金3万円で営業開始した。
1922年（大正11年）11月、高倉為三が実権を握る京都市・日本積善銀行の取り付け騒ぎと休業に始まる、銀行の連鎖的な休業の流れの中で、京和銀行、京和貯蓄銀行、報徳銀行、報徳貯蓄銀行、下谷銀行、高平銀行、四谷銀行、国民銀行、大分銀行が順次休業に追い込まれた。高平銀行は、神戸市元町通り4丁目の神戸支店、加納町（現在の神戸市中央区加納町）の加納町出張所、平野（現在の神戸市兵庫区平野町）の平野出張所、湊川（神戸市中央区西部地区）の湊川出張所、東雲（現在の神戸市中央区東雲通）の東雲派出所、春日野（現在の神戸市中央区東雲通）の春日野派出所、武庫郡精道村蘆屋（現在の芦屋市）の蘆屋支店について、日本積善銀行の破綻以来、取り付けが起きていたが、同年12月14日、預金者が殺到し、同月15日から2週間の休業を発表した。半年後の1923年（大正12年）5月1日に営業を再開した。
1931年（昭和6年）8月28日、営業免許取消となった。後継銀行はない。

## 註
1. 1 2  「銀行図書館」サイト内の「銀行変遷史データベース」の記事「高平銀行」の記述を参照。
2. ↑  小川功の論文『老舗庶民金融機関のビジネス・モデル変容と頭取の「虚業家」的性格 - 破綻行・共栄貯金銀行頭取小出熊吉を中心として』の記述を参照。
3. ↑  『大阪朝日新聞』掲載の1922年12月16日付記事「東京の有力銀行が協議 各所に起る取付に関し」（神戸大学附属図書館新聞記事文庫）の記述を参照。